# Municipio de Martin (condado de Conway)
El municipio de Martin (en inglés: Martin Township) es un municipio ubicado en el condado de Conway en el estado estadounidense de Arkansas. En el año 2010 tenía una población de 140 habitantes y una densidad poblacional de 4,01 personas por km².

## Geografía
El municipio de Martin se encuentra ubicado en las coordenadas 35°6′41″N 92°50′23″O / 35.11139, -92.83972. Según la Oficina del Censo de los Estados Unidos, el municipio tiene una superficie total de 34.91 km², de la cual 30,89 km² corresponden a tierra firme y (11,53 %) 4,02 km² es agua.

## Demografía
Según el censo de 2010, había 140 personas residiendo en el municipio de Martin. La densidad de población era de 4,01 hab./km². De los 140 habitantes, el municipio de Martin estaba compuesto por el 92,14 % blancos, el 5,71 % eran afroamericanos, el 0,71 % eran de otras razas y el 1,43 % eran de una mezcla de razas. Del total de la población el 0 % eran hispanos o latinos de cualquier raza.